# Enrique Murciano
Enrique Murciano Jr. (Miami, Flórida, 9 de julho de 1973) é um ator estadunidense.
Passou os primeiros anos de sua vida no México. Sua primeira aparição nas telas foi no papel de Alejandro em Velocidade Máxima 2 (1997). Sua grande chance veio três anos depois, quando interpretou o agente Ricky, de Traffic (2000). Após participar da série Spyder Games, em 2001, Enrique interpretou o personagem Sgt. Lorenzo Ruiz em Falcão Negro em Perigo, de 2001, onde conheceu o produtor Jerry Bruckheimer, que o levou para a série Without a Trace, tendo estreado em 2002. Depois de se tornar conhecido ainda fez Case 42 (2002), Cafe and Tobacco (2003), The Lost City (2005), Miss Congeniality 2 (2005), Máncora (2008).Ele atuou ao lado de grandes atores.